# Oschiri
Oschiri település Olaszországban, Szardínia régióban, Olbia-Tempio megyében. Lakosainak száma 3018 fő (2023. január 1.). Oschiri Berchidda, Ozieri, Tempio Pausania, Alà dei Sardi, Buddusò, Pattada és Tula községekkel határos.

## Népesség
A település lakossága az elmúlt években az alábbi módon változott:
| Lakosok száma | 3292 | 3265 | 3018 |
|               | 2017 | 2018 | 2023 |